# الرفاعية (فلسطين)
الرفاعية هي قرية فلسطينية، من قرى محافظة الخليل، تقع إلى الشرق من يطا. وهي من القرى التي احتلتها إسرائيل خلال حرب 1967.
تُدار بواسطة مجلس بلدي خلة المية.

## السكان
بلغ عدد سكان قريتي الديرات والرفاعية عام 2017 حوالي (1,312) نسمة وفق الجهاز المركزي للإحصاء الفلسطيني.